# کون توم
کون توم (به لاتین: Kon Tum) یک شهر در ویتنام است که در استان کون توم واقع شده‌است.
این شهر در سال ۲۰۱۳ میلادی ۱۵۵٫۲۱۴ نفر جمعیت داشته اشت.